# حرب تيكومسيه
كانت حرب تيكومسيه أو تمرد تيكومسيه نزاعًا بين الولايات المتحدة والحلف الهندي الأمريكي الذي قاده تيكومسيه، قائد قبيلة شاوني، في إقليم إنديانا. على الرغم من اعتبار الحرب قد بلغت ذروتها مع انتصار ويليام هنري هاريسون في معركة تيبكانو عام 1811، استمرت حرب تيكومسيه بشكل أساسي واندمجت مع حرب 1812، وكثيرًا ما اعتُبرت جزءًا من صراع أكبر. استمرت الحرب لأكثر من سنتين، حتى سقوط عام 1813 حين مات تيكومسيه ونائبه رواندهيد وهما يقاتلان جيش هاريسون الشمالي الغربي في معركة تامس في كندا العليا، أو ما يُعرف اليوم بتشاتام في أونتاريو، وتفككك حلفه. تُعتبر حرب تيكومسيه من وجهة نظر بعض المؤرخين الأكاديميين النزاع الأخير في الصراع العسكري طويل الأمد للسيطرة على منطقة البحيرات العظمى في أمريكا الشمالية، والذي شمل عددًا من الحروب عبر أجيال عديدة، والتي يُشار إليها بحرب الستين عامًا.

## الخلفية التاريخية

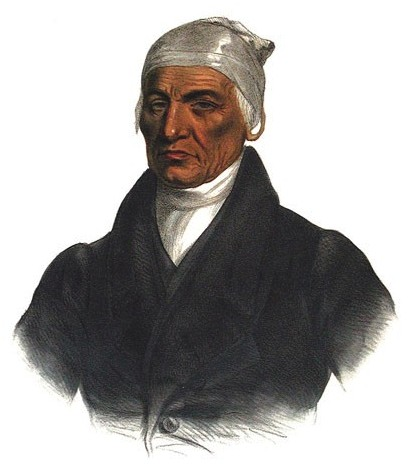
كان بلاك هوف من المعارضين الأشداء لكونفيدرالية تيكومسيه وحليف للولايات المتحدة في حرب 1812.

كان الخصمان الرئيسيان في النزاع، تيكومسيه وويليام هنري هاريسون، مشاركين صغيرين في معركة الأخشاب الساقطة عام 1794 عند انتهاء حرب الحرب الهندية الشمالية الغربية. لم يكن تيكومسيه ضمن الموقّعين على معاهدة غرينفيل التي أنهت الحرب وسببت التنازل عن جزء كبير من أوهايو التي تسكنها منذ فترة طويلة قبيلة شاوني وغيرها من الأمريكيين الأصليين إلى الولايات المتحدة. ومع ذلك، قبِل العديد من القادة الهنود في المنطقة شروط معاهدة غرينفيل، وعلى مدى السنوات العشر المقبلة، تلاشت مقاومة القبائل للهيمنة الأمريكية.
بعد معاهدة غرينفيل، استقر معظم سكان قبيلة شاوني الذين سكنوا أوهايو في قرية واباكونيتا على نهر أوغلايز، حيث كان يقودهم بلاك هوف، أحد كبار القادة الذين وقعوا المعاهدة. شارك السلحفاة الصغيرة (ليتل ترتل)، زعيم قبيلة ميامي الهندية، أيضًا في الحرب السابقة ووقع على معاهدة غرينفيل، وقد عاش في قريته على نهر إيل. حث كلًا من بلاك هوف وليتل ترتل على التكيف الثقافي وتسوية الخلافات مع الولايات المتحدة.
شاركت قبائل المنطقة في العديد من المعاهدات، بما في ذلك معاهدة غروسلاند ومعاهدة فينسيس التي منحت واعترفت بحيازة أمريكا لمعظم جنوب أراضي إنديانا. أسفرت المعاهدات عن تخفيف التوترات عن طريق السماح للمستوطنين بدخول ولاية إنديانا واسترضاء الهنود من خلال تعويضهم عن الأراضي التي يسكنها المستوطنون عن طريق الاستيطان العشوائي.

### الإحياء الديني

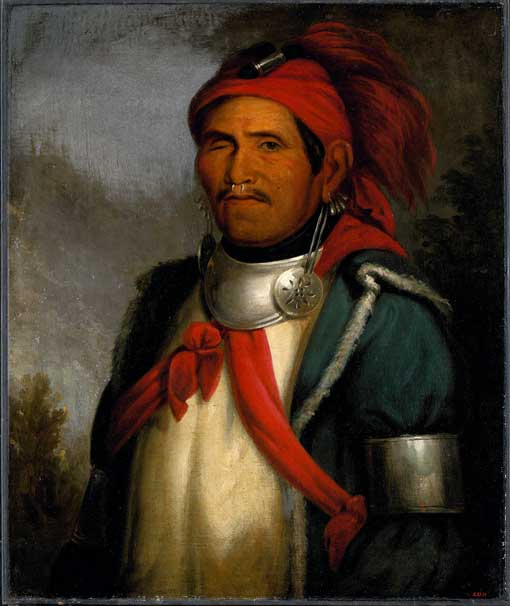
تينسكواتاوا بريشة تشارلز بيرد كينغ

في مايو 1805، توفي بوكونغاهيلاس زعيم قبيلة ليناب، وهو أحد أهم القادة الأصليين في المنطقة، إما بسبب الجدري أو الإنفلونزا. اعتقدت القبائل المحيطة أن وفاته نتجت عن شكل من أشكال السحر، وتبع ذلك حملات مطاردة الساحرات، ما أدى على وفاة العديد من الساحرات المشتبه بهن في ليناب. ألهمت عمليات مطاردة الساحرات الإحياء الديني للسكان الأصليين بقيادة شقيق تيكومسيه، تينسكواتاوا الملقب بـ («النبي»)، الذي ظهر عام 1805 كقائد بين صيادي الساحرات. سرعان ما شكل تهديدًا للنفوذ الذي يمارسه الرؤساء الذين قالوا بتسوية الخلافات، والذي ينتمي بوكونغاهيلاس إليهم.
كجزء من تعاليمه الدينية، حث تينسكواتاوا الهنود على رفض الطرق والملابس الأوروبية الأمريكية، مثل شرب الخمور والملابس ذات النمط الأوروبي والأسلحة النارية. كما دعا القبائل إلى الامتناع عن التنازل عن أي أراضي أخرى للولايات المتحدة. اتُهم العديد من الهنود، الذين كانوا يميلون إلى التعاون مع الولايات المتحدة بالشعوذة وأُعدم بعضهم من قِبل أتباع تينسكواتاوا. اتُهم بلاك هوف من قِبل مطاردي الساحرات، لكنه لم يصب بأذى. عرّض تينسكواتاوا علاقة بلاك هوف الودية مع الولايات المتحدة للخطر، من قريته بالقرب من غرينفيل، ما أدى إلى تصاعد التوتر مع المستوطنين في المنطقة. بدأ بلاك هوف وزعماء القبائل الآخرين بممارسة ضغوط على تينسكواتاوا وأتباعه لمغادرة المنطقة لمنع تصاعد الموقف.

### إقليم إنديانا
في تلك الأثناء من عام 1800، أصبح ويليام هنري هاريسون حاكم إقليم إنديانا الذي تشكل حديثًا، وكانت عاصمته في مدينة فينسيس. سعى هاريسون لتأمين ملكيته على الأراضي الهندية للسماح بالتوسع الأمريكي؛ على وجه الخصوص، أعرب عن أمله في أن يجذب إقليم إنديانا ما يكفي من المستوطنين البيض للتأهل ليصبح دولة. تفاوض هاريسون على العديد من المعاهدات مع الهنود الأمريكيين للتنازل عن الأراضي.
في عام 1809، بدأ هاريسون في الضغط نتيجة الحاجة إلى معاهدة أخرى لفتح المزيد من الأراضي للاستيطان. كانت قبائل ميامي ووي وكيكابو تعارض بشدة بيع أي أرض أخرى حول نهر واباش. في سبيل التأثير على هذه المجموعات لبيع الأراضي، قرر هاريسون، ضد رغبة الرئيس جيمس ماديسون، أن يبرم أولًا معاهدة مع القبائل التي ترغب في البيع واستخدمها للمساعدة في التأثير على من يعارضون البيع. في 1809، دعا قبائل بوتاواتامي وليناب وإيل ريفرز وميامي إلى اجتماع في فورت واين. وعد هاريسون في المفاوضات بتقديم إعانات ومبالغ كبيرة للقبائل إذا كانوا سيتنازلون عن الأرضي التي طلبها.

## النزاع
غضب تيكومسيه من معاهدات فورت واين، ثم ظهر بعد ذلك كزعيم سياسي بارز. أحيا تيكومسيه فكرة نادى بها في الأعوام السابقة بلو جاكيت، زعيم شاوني، وجوزيف برانت، زعيم شعب الموهوك، والتي نصت على أن الأراضي الهندية الأمريكية مملوكة من قِبل جميع القبائل، وبالتالي لا يمكن بيع أي أرض دون موافقة الجميع. عرف تيكومسيه أن مثل هذا «الإجماع الواسع كان مستحيلًا»، ولكنه دعم الموقف لهذا السبب. كان خصوم تيكومسيه في البداية هم الزعماء الأمريكيين الأصليين الذين وقعوا المعاهدة، وهدد بقتلهم جميعًا.
بدأ تيكومسيه بالتوسع وفقًا لتعاليم أخيه التي دعت القبائل إلى العودة إلى طرق أجدادهم، وبدأت في ربط التعاليم بفكرة تحالف القبائل. بدأ تيكومسيه في السفر على نطاق واسع، وحث المحاربين على نبذ الزعماء الذين قالوا بتسوية الخلافات والانضمام إلى المقاومة في بروفيتستاون.
أعجب هاريسون بتيكومسيه، وأشار إليه حتى في إحدى الرسائل بأنه «أحد هؤلاء العباقرة غير المألوفين». اعتقد هاريسون أن تيكومسيه كانت لديه القدرة على خلق إمبراطورية قوية إذا مضى دون رادع. يشتبه هاريسون أنه كان وراء محاولات إطلاق انتفاضة، وقد خشي أنه في حال استطاع تحقيق تحالف قَبَلي أكبر، فإن البريطانيين سيستغلون الموقف للضغط لتنفيذ مطالبهم في الشمال الغربي.

### المواجهات في غروسلاند
في أغسطس 1810، سافر تيكومسيه و400 من المحاربين المسلحين إلى أسفل نهر واباش للقاء هاريسون في فينسيس. كان جميع المحاربين يرتدون صباغة الحرب، وكان ظهورهم مفاجئًا في فينسيس. اصطُحب قادة المجموعة إلى غروسلاند، حيث التقوا هاريسون. أصر تيكومسيه على أن معاهدة فورت واين كانت غير شرعية، وطلب من هاريسون إبطالها وحذر ألا يحاول الأمريكيون استيطان الأراضي المباعة في المعاهدة. اعترف تيكومسيه لهاريسون أنه هدد بقتل الزعماء الذين وقعوا المعاهدة إذا نفذوا شروطها، وأن تحالفه كان ينمو بسرعة. رد هاريسون على تيكومسيه بأن سكان قبيلة ميامي هم أصحاب الأرض ويمكنهم بيعها إذا اختاروا ذلك. كما رفض ادعاء تيكومسيه أن جمع الهنود يشكلون أمة واحدة، وقال إن كل أمة يمكن أن تكوّن علاقات منفصلة مع الولايات المتحدة. أخبر هاريسون تيكومسيه كدليل إن «الروح العظيمة» كانت ستجعل جميع القبائل تتحدث لغة واحدة لو كانوا أمة واحدة.

### تصاعد التوتر
خلال العام المقبل، بدأت التوترات في التصاعد بسرعة. قُتل أربعة مستوطنين على نهر ميزوري، وفي حادثة أخرى، استُولي على حمولة من الإمدادات على يد السكان الأصليين من مجموعة من التجار. استدعى هاريسون تيكومسيه لشرح تصرفات حلفائه. في أغسطس من عام 1811، التقى تيكومسيه مع هاريسون في فينسيس، مؤكدًا له أن الأخوين شاوني (هو وشقيقه) كانا يعتزمان البقاء في سلام مع الولايات المتحدة. ثم سافر تيكومسيه جنوبًا في مهمة لتجنيد حلفاء بين «القبائل الخمسة المتحضرة». رفضت معظم القبائل الجنوبية مناشدته، لكن فصيلًا من بين شعب المسكوكي، والذي أصبح يُعرف باسم العصي الحمراء، استجاب لدعوته إلى السلاح، ما أدى إلى حرب المسكوكي، والتي أصبحت أيضًا جزءًا من حرب 1812. ألقى تيكومسيه العديد من الخطب العاطفية وأقنع الكثيرين بالانضمام إلى قضيته.

### البعثة إلى بروفيتستاون
كان هاريسون قد غادر الإقليم للسفر إلى كنتاكي بينما كان تيكومسيه لا يزال بعيدًا، تاركًا الأمين جون جيبسون. عاش جيبسون بين الهنود لعدة سنوات وسرعان ما سمع من أصدقائه أن تيكومسيه قد أمّن تحالفًا مع البريطانيين واشترى أسلحة. دعا جيبسون المليشيا الإقليمية للتحضير للدفاع عن المنطقة وأرسل دراجين لاستدعاء هاريسون. عاد هاريسون قريبًا برفقة 250 من الجنود النظاميين و100 من متطوعي كنتاكي. جمع وحدات المليشيات المتناثرة في إنديانا، والتي يبلغ مجموعها حوالي 600 رجل، وجمع جوالة إنديانا معًا شمال فينسين.